# 欧分

欧分為歐元的一種計量單位，記号是¢。100歐分等於1歐元。
欧分的通貨都是硬幣，計有：
- 50欧分
- 20欧分
- 10欧分
- 5欧分
- 2欧分
- 1欧分

共六種。